# Takutea
 (aout 2025).
Takutea est un îlot corallien inhabité des îles Cook du Sud. De forme ovale, il est situé à 16 kilomètres au nord ouest d'Atiu. Sa superficie est de 1,2 km² pour un diamètre d'environ 1,6 kilomètre d'Est en Ouest sur 1,2 kilomètre du Nord au Sud.
Selon la tradition, le nom original de l'île était Areuna avant d'être renommée Takutea par un ancêtre d'Atiu du nom de Mariri. Ce dernier décida un jour de s'y installer avec sa femme. Alors qu'il pêchait, il attrapa un poisson appelé kū  tea. Il baptisa l'île, « tāku » (possessif, mon/ma), « kū » (poisson écureuil), « tea » (blanc, clair), raccourci plus tard en Takutea.
James Cook visita l'île le 4 avril 1777. Il y envoya des hommes pour ravitailler l'expédition en eau et noix de coco. Il baptisa l'île Enua Iti, littéralement « petite île ». Néanmoins William Anderson, chirurgien de l'expédition note dans son journal le nom d'Otakoo Taia (O Taku Taia).
L'île fut officiellement déclarée protectorat britannique en juin 1889 par le Commandant Nicholls du HMS Cormorant avant d'être annexé par la Nouvelle-Zélande en 1901.

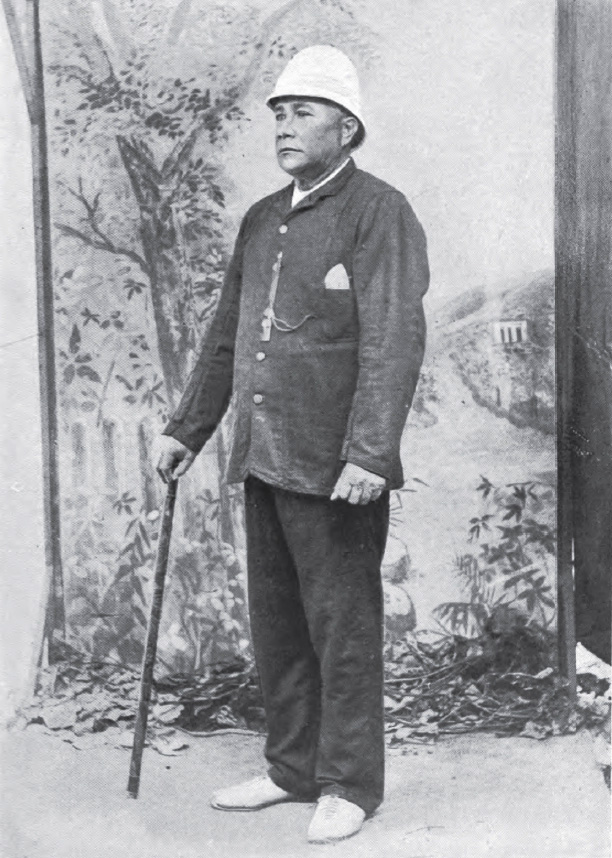
Ngamaru Rongotini Ariki

Takutea était régulièrement visité par les Atiu afin d'y récolter le copra, ces derniers ayant toujours considéré l'île comme leur appartenant. Celle-ci fut du reste officiellement reconnue en 1902 par le tribunal foncier, propriété de Ngamaru Rongotini Ariki. Il en fit alors cadeau en signe d'amitié à l'ariki des Peretane (le « grand chef des Anglais »), à savoir le Roi Edward VII, représenté sur place par le Résident Commissaire néo-zélandais, Walter Edward Gudgeon. L'île fut néanmoins rendue aux Atiu en 1937 par le tribunal foncier qui déclara Takutea, « terre coutumière » confiée aux trois grands chefs d'Atiu et quatre Mataiapo (Tinokura, Paerangi, Terea Teipo) au nom de ses habitants. 
Devenue une réserve ornithologique, Takutea possède également d'excellents spots de surf et de superbes fonds marins, accessibles en bateau depuis Atiu

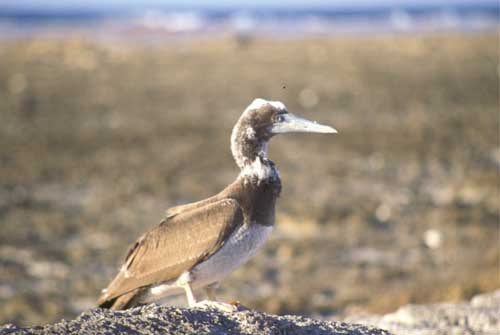
Un fou brun juvénile sur l'île de Takutea.